# XXVI. dinasztia
Az Ókori Egyiptom XXVI. dinasztiája (szaiszi dinasztia) Kr. e. 672-től Kr. e. 525-ig irányította az országot. A dinasztia időszakát szaiszi kornak vagy szaita kornak nevezik a család származási helye és az akkori főváros, Szaisz után.
A XXVI. dinasztia hét fáraót adott Egyiptomnak:
- I. Nékó (ur.: Kr. e. 672 – Kr. e. 664)
- I. Pszammetik (ur.: Kr. e. 664 – Kr. e. 610)
- II. Nékó (ur.: Kr. e. 610 – Kr. e. 594)
- II. Pszammetik (ur.: Kr. e. 594 – Kr. e. 589)
- II. Uahibré (ur.: Kr. e. 589 – Kr. e. 570)
- II. Jahmesz (ur.: Kr. e. 570 – Kr. e. 526)
- III. Pszammetik (ur.: Kr. e. 526 – Kr. e. 525)